# پنتنگویشین
پنتنگویشین (به انگلیسی: Penetanguishene) یک منطقهٔ مسکونی در کانادا است که در شهرستان سیمکو واقع شده‌است. پنتنگویشین ۸٬۹۶۲ نفر جمعیت دارد.